# Chiesa di San Giovanni Battista (Vescovana)
La chiesa di San Giovanni Battista è la parrocchiale di Vescovana, in provincia e diocesi di Padova; fa parte del vicariato di Monselice.

## Storia
La prima citazione di una chiesa a Vescovana, che era dedicata a Santa Cristina, risale al 1297. Dalla relazione della visita pastorale del vescovo Pietro Barozzi del 1489, s'apprende che la chiesa versava in pessime condizioni e che i fedeli dovevano frequentare la chiesa di Sant'Elena. L'edificio fu definitivamente distrutto dalle truppe spagnole nel 1513 e, successivamente, la cura delle anime di Vescovana venne divisa tra la chiesa di Granze e l'oratorio di San Giovanni Decollato, che era stato edificato per volere del cardinale Francesco Pisani. Si sa che nel 1587 quest'ultima chiesa era dotata di fonte battesimale.
 L'attuale parrocchiale venne edificata nel XVII secolo e consacrata nel 1752. 
L'edificio fu poi ristrutturato nel 1770 e nel 1930.

## Descrizione

### Interno
L'opera più importante conservata all'interno della chiesa è una pala settecentesca di Antonio Pellegrini raffigurante San Marco indica la pagina evangelica con la storia della decollazione di San Giovanni Battista, coeve alla quale sono le statue che impreziosiscono l'altar maggiore.